# Divitia

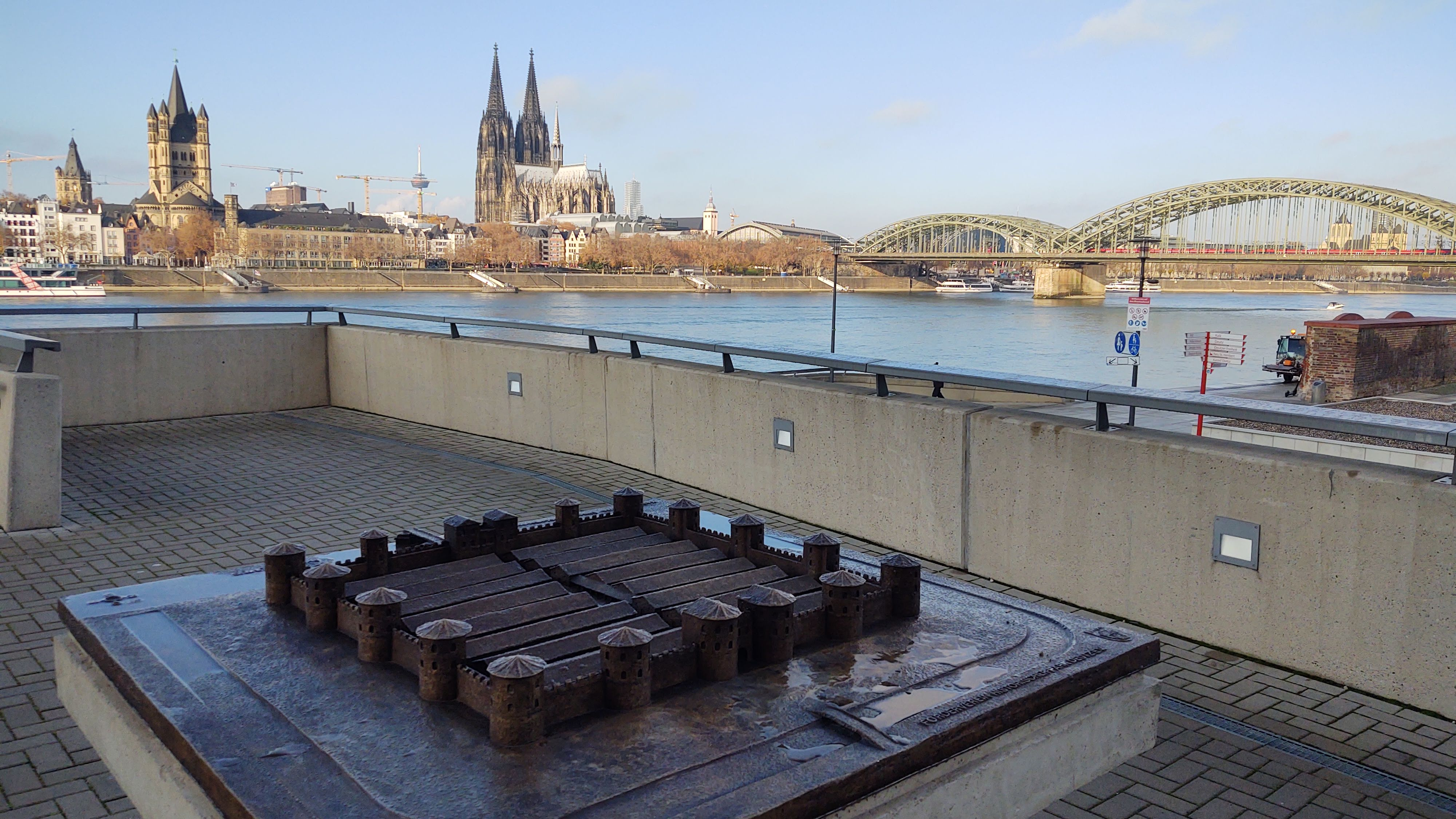
Dal 2020 è esposto un modello di bronzo del forte di Divitia

Il forte di Divitia era un accampamento militare romano, costruito nel 308/315 sulla sponda destra del fiume Reno, di fronte alla ex-fortezza legionaria di Colonia Agrippinensis, al fine di rendere sicuro il confine germanico, come una "testa di ponte" contro le incursioni delle vicine popolazioni dei Franchi. Si trovava nell'attuale territorio di Colonia-Deutz.

## Archeologia dell'insediamento militare
La fortezza di Divitia era stata concepita come un punto d'appoggio per la protezione dei confini imperiali della Gallia. Era di dimensioni quadrate e fu costruito dai soldati della legio XXII Primigenia al tempo dell'imperatore Costantino I. La costruzione fu avviata nell'anno 308 e, contemporaneamente al grande ponte che univa Divitia con Colonia Agrippinensis, fu portata a termine dopo l'anno 312, probabilmente nel 315.
Il forte aveva una lunghezza laterale di 142,35 metri, con dimensioni esterne di 2,25 ettari, mentre la zona interna copriva 1,81 ettari. Le mura erano poi alte circa 3,30 metri, mentre le torri esterne sporgevano fino a 4,06 metri. A circa 30 metri dalle mura della fortezza era stato scavato un ampio fossato di 12 metri di larghezza e 3 metri di profondità. Aveva sole due porte (a differenza di tanti altri forti, con 4 entrate), fiancheggiate da due torri, esattamente in asse con il ponte. Oltre a questi quattro torri d'ingresso, vi erano altre 10 torri lungo le mura e 4 angolari, tutte proiettate verso l'esterno. Queste dimensioni hanno suggerito che fossero presenti in questo accampamento non meno di 900 legionari. 
All'interno della fortezza, lungo l'asse est-ovest vi era la strada principale, larga 5 metri: la Via Praetoria. Su ogni lato della strada vi erano caserme lunghe 57,40 metri e larghe 11,50 metri. Le baracche erano divise internamente da ampie navate di 3,90 metri l'una dall'altra. A queste vanno aggiunte le costruzioni dei Principia e del Praetorium. Abbandonato dai Romani attorno al 401, i Franchi, dopo il 430, vi costruirono al suo interno una corte reale (Divitia Civitas).
Dal 2020 si trova un modello di bronzo (foto) del forte di divitia nei pressi del Parco Storico di Deutz al Kennedy-Ufer.

## Galleria d'immagini

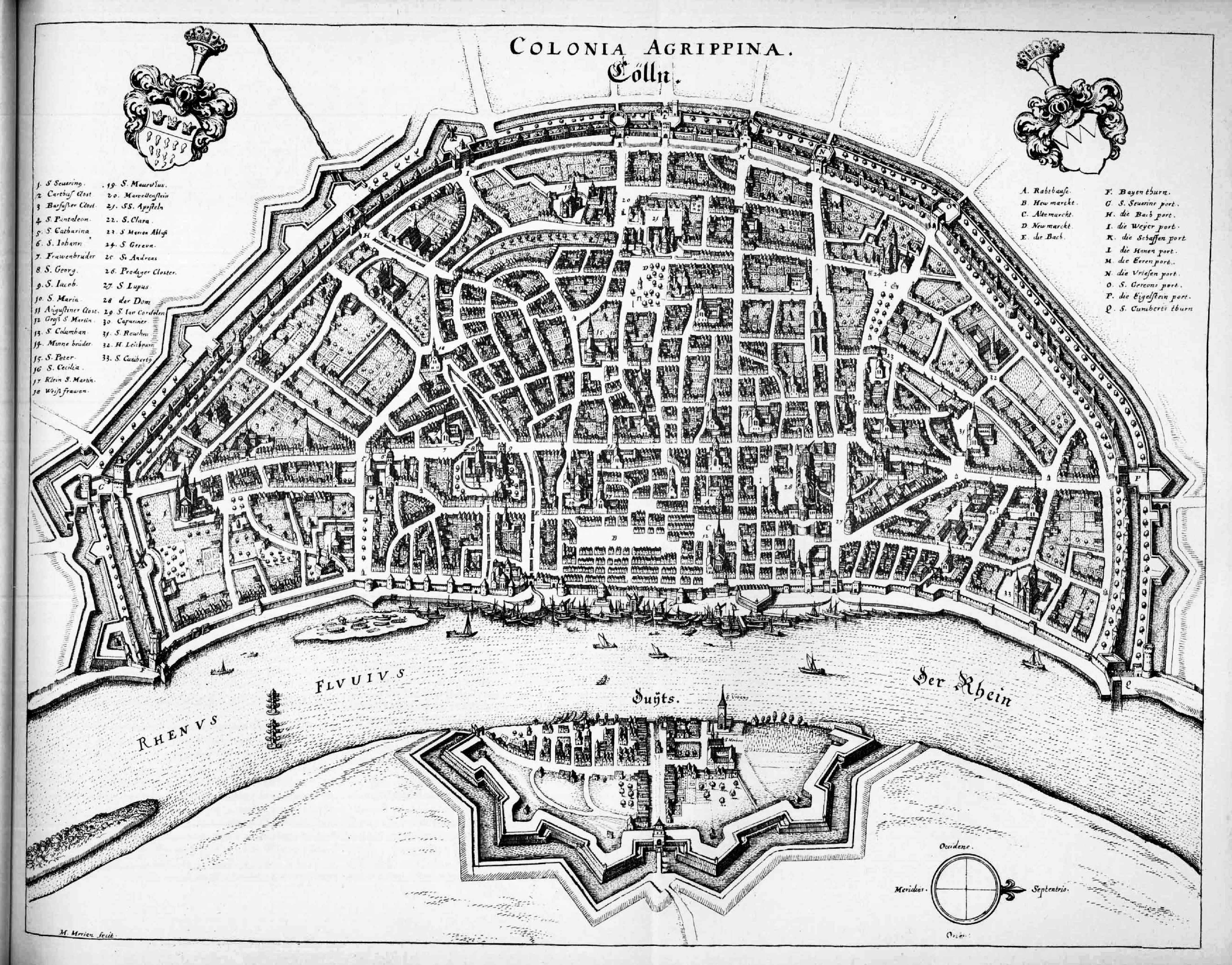
Colonia e Deutz su una mappa del 1646.
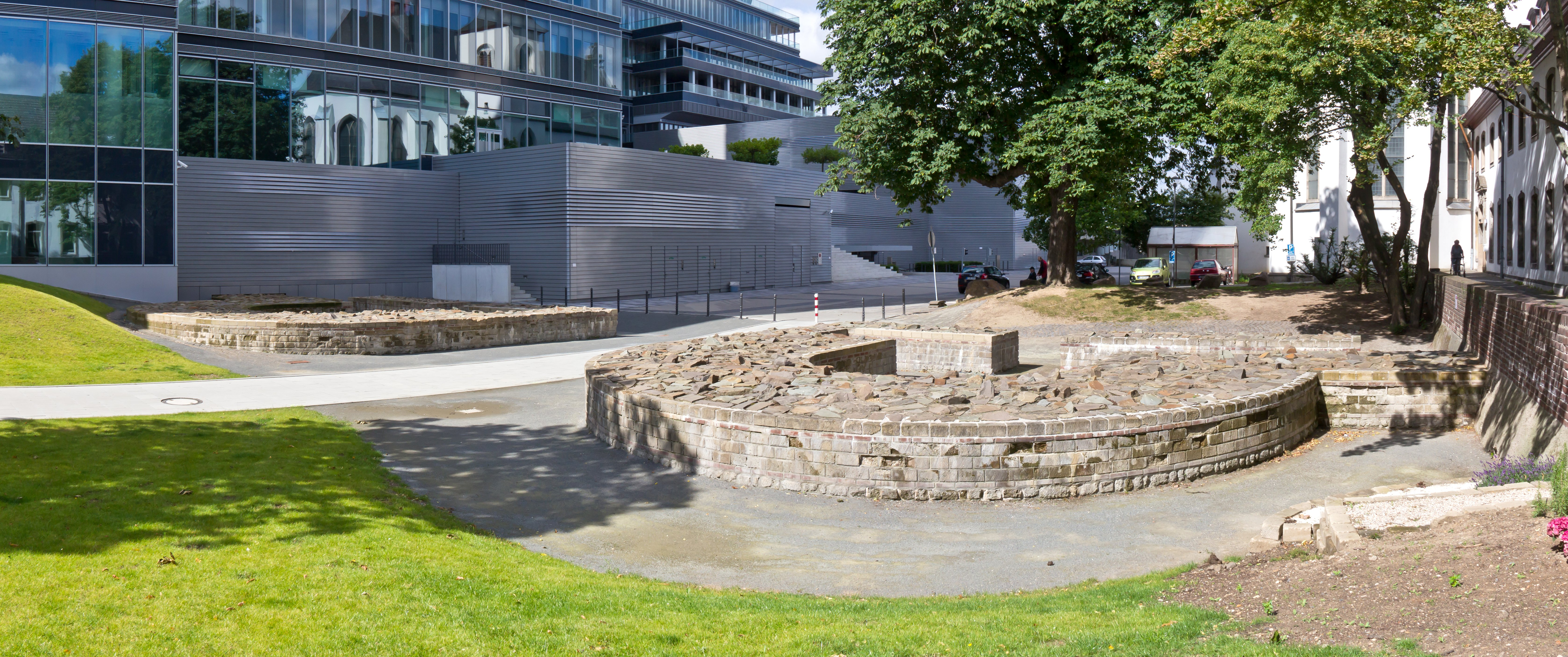
I residui conservati della porta orientale.
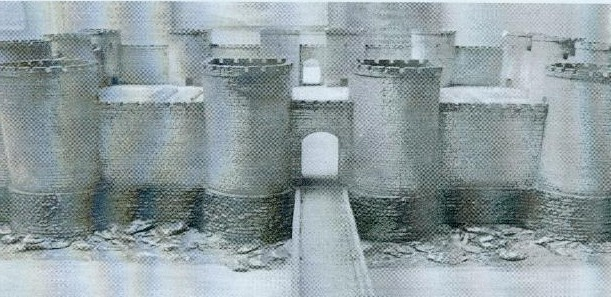
Modello di ricostruzione del 1930.